# 阿弗撒島
40°30′43″N 27°29′55″E / 40.51194°N 27.49861°E

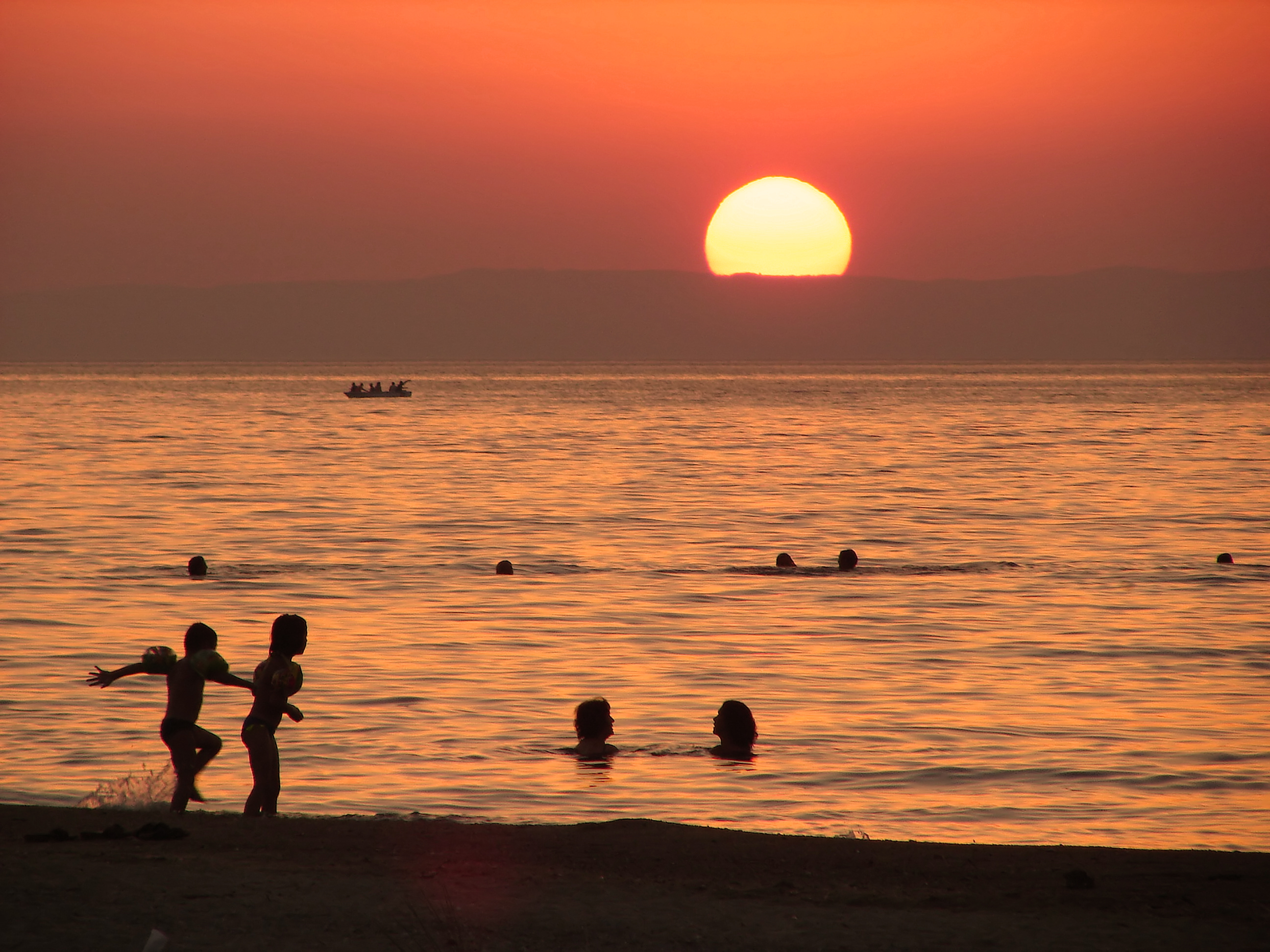

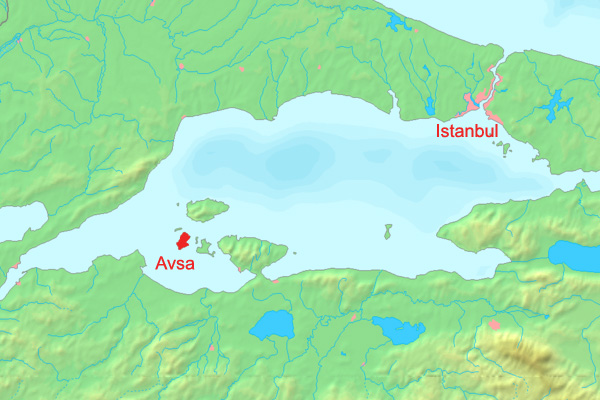

阿弗撒島是土耳其的島嶼，位於該國西北部馬摩拉海，由巴勒克埃西爾省負責管轄，長7公里、寬4公里，是熱門的旅遊地點，人口約2,000。